# Комсомольский (Адамовский район)
Комсомольский — посёлок в Адамовском районе Оренбургской области. Административный центр Комсомольского сельсовета.

## История
Посёлок основан в 1954 году как центральная усадьба зерносовхоза «Комсомольский». Здесь в 1959 году снимался художественный кинофильм «Иван Бровкин на целине». В 1962 году указом Президиума Верховного Совета РСФСР посёлок центральной усадьбы совхоза «Комсомольский» переименован в Комсомольский.

## Население
| 2010 |
| ---- |
| 1458 |